# Tetraopes discoideus
Tetraopes discoideus là một loài bọ cánh cứng trong họ Cerambycidae.